# Gert Claessens
Gert Claessens és un exfutbolista belga, que jugava de defensa.
Va destacar sobretot a les files del Club Brugge K.V., amb qui marcaria 23 gols en dues campanyes. Va ser internacional amb Bèlgica en quatre ocasions, tot marcant un gol.